# Eric Clapton's Rainbow Concert
Eric Clapton's Rainbow Concert es el primer álbum en directo del músico británico Eric Clapton, publicado por la compañía discográfica RSO Records en septiembre de 1973. Fue grabado en el Rainbow Theatre de Londres el 13 de enero de 1973 y organizado por Pete Townshend, guitarrista de The Who, para marcar el regreso de Clapton a los escenarios tras dos años de inactividad musical debido a su drogadicción. Junto con Townshend, Clapton tocó con Steve Winwood, Ronnie Wood y Jim Capaldi. Un año después de los conciertos en el Rainbow, Clapton consiguió rehabilitarse de su dependencia a la heroína y grabó 461 Ocean Boulevard.
Ambos conciertos en el Rainbow supusieron la primera vez que Clapton tocó una guitarra eléctrica Stratocaster apodada Blackie. En 1995, Eric Clapton's Rainbow Theatre fue reeditado en conmemoración del 22º aniversario del concierto original. 

## Trasfondo
El concierto fue organizado en el Rainbow Theatre de Finsbury Park, al norte de Londres, el 13 de enero de 1973. El Rainbow fue un escenario popular durante la década de 1960 donde tocaron músicos y grupos como the Beatles, Led Zeppelin, Deep Purple, Pink Floyd, Jethro Tull y Queen. El concierto marcó el retorno de Clapton a los escenarios, alentado por la ayuda de Pete Townshend, después de un periodo de aislamiento inducido por su drogodependencia. Fue grabado usando el estudio móvil de Ronnie Lane.

## Lista de canciones

### Edición original
Cara A
1. "Badge" (Eric Clapton, George Harrison) – 3:32
2. "Roll It Over" (Clapton, Bobby Whitlock) – 6:43
3. "Presence of the Lord" (Clapton) – 5:37

Cara B
1. "Pearly Queen" (Jim Capaldi, Steve Winwood) – 7:00
2. "After Midnight" (J. J. Cale) – 5:12
3. "Little Wing" (Jimi Hendrix) – 6:32

### Reedición de 1995
1. "Layla" (Clapton, Jim Gordon) – 6:25
2. "Badge" (Clapton, Harrison) – 3:18
3. "Blues Power" (Clapton, Leon Russell) – 6:03
4. "Roll It Over" (Clapton, Whitlock) – 4:38
5. "Little Wing" (Hendrix) – 4:36
6. "Bottle of Red Wine" (Bonnie Bramlett, Clapton) – 3:51
7. "After Midnight" (Cale) – 4:25
8. "Bell Bottom Blues" (Clapton) – 6:25
9. "Presence of the Lord" (Clapton) – 5:18
10. "Tell the Truth" (Clapton, Whitlock) – 6:04
11. "Pearly Queen" (Capaldi, Winwood) – 4:55
12. "Key to the Highway" (Big Bill Broonzy, Charlie Segar) – 5:46
13. "Let It Rain" (Bramlett, Clapton) – 7:46
14. "Crossroads" (Robert Johnson) – 4:19

## Personal
- Eric Clapton – guitarra y voz.
- Pete Townshend – guitarra rítmica y coros.
- Ronnie Wood – guitarra rítmica, guitarra slide y coros.
- Ric Grech – bajo.
- Steve Winwood – teclados y coros.
- Jim Capaldi – batería y coros.
- Jimmy Karstein – batería.
- Rebop Kwaku Baah – percusión.